# Cirurgia oncoplástica
A cirurgia oncoplástica ou oncoplastia representa a associação de técnicas de cirurgia plástica empregadas para o tratamento do câncer de mama. Foi descrita por Werner Audretsch na década de 90 e disseminou-se por todo o mundo. Inicialmente para as correções imediatas do tratamento oncológico, ou seja em pacientes submetidas a procedimentos mutilatórios, hoje abrange também os procedimentos de reconstrução da mama de maneira geral. Pode ser realizada por cirurgiões especialistas em mastologia, cancerologia e cirurgia plástica.
São exemplos básicos de cirurgias oncoplásticas as técnicas:
- Pedículo inferior: para tumores localizados nos quadrantes superiores;
- Pedículo superior: para tumores localizados nos quadrantes inferiores;
- Periareolar: visa tumores em quaisquer quadrantes que possam ser abordados pela incisão periareolar.
- TRAM: transposição miocutânea do reto-abdominal;
- Rotação do músculo grande dorsal;
- Implantes mamários: diversas próteses de silicone mamárias de tamanhos, formas e volumes diversos podem ser encontrados no mercado e o cirurgião permitirá a melhor escolha para cada caso.

A utilização das técnicas oncoplásticas será realizada isoladamente ou em equipes multidisciplinares dependo da realidade de cada serviço. O tratamento do câncer de mama é concluído com a recuperação da auto-estima da paciente muitas vezes obtido após a oncoplástica, sendo seu papel fundamental.
Os profissionais necessitam de treinamento específico para realizarem um adequado suporte ao seus pacientes. Atualmente centros de treinamento em cirurgia oncoplástica permitem uma adequada grade curricular que favoreça a formação dos especialistas.
A cirurgia oncoplástica é uma realidade e deve ser encarada como uma arma adicional no arsenal do tratamento contra o câncer de mama.